# Comisión Nacional de Actividades Espaciales
La Comisión Nacional de Actividades Espaciales plus connue sous son acronyme CONAE (en français : Commission nationale des activités spatiales) est l'agence spatiale argentine responsable du programme spatial civil du pays. La CONAE a été créée le 28 mai 1991 par le gouvernement de Carlos Menem après l'annulation du programme militaire du missile Condor et le recentrage sur les activités spatiales civiles. La CONAE disposait en 2014 d'un budget de 1 063 millions de ARS  (environ 100 millions €). Ses principaux programmes portent sur la réalisation de satellites d'observation de la Terre et le développement d'un lanceur léger. 

## Installations
L'agence spatiale dispose d'un centre spatial près de la ville de la Córdoba, le Centro Espacial Teofilo Tabanera  (CETT). Celui héberge le centre de contrôle des satellites argentins ainsi qu'une station terrestre, Estación Terrena Córdoba (ETC), qui assure le suivi et les échanges de données avec une quinzaine de satellites. L'agence dispose également d'un banc d'essais moteur situé à Punta Indio dans la Province de Buenos Aires. Ses fusées sont lancées depuis le Complejo Argentino de Acceso Al Espacio situé à Punta Alta à 578 km de Buenos Aires. 

## Programmes
Le programme spatial argentin comprend les activités suivantes ;
- Réalisation des satellites de la série SAC. Ces satellites sont fabriqués par la société argentine INVAP : 
  - SAC-A (1998) un petit satellite d'observation de la Terre expérimental placé en orbite par la Navette spatiale américaine[1]
  - SAC-B (1996) un petit (181 kg) observatoire spatial des rayons X d'origine solaire ou extra solaire emportant des instruments développés par d'autres agences spatiales. Le satellite a été victime d'une défaillance de son lanceur[2]
  - SAC-C (2000) est un satellite d'observation de la Terre scientifique développé en coopération avec la NASA avec la participation de plusieurs autres pays[3]
  - SAC-D (2011) est un satellite d'observation de la Terre de plus de 2 tonnes dont l'instrument principal développé par la NASA avait pour objectif de cartographier le degré de salinité des océans[3].
  - SABIA-Mar(SAC-E) un satellite d'observation de la Terre développé avec une participation important du Brésil qui devrait être lancé en 2019.
  - SAC-F un satellite  d'observation de la Terre dont la date de lancement n'est pas connue.
- Développement de deux satellites d'observation de la Terre SAOCOM porteur d'un radar à synthèse d'ouverture[4]
- Développement du lanceur (astronautique) léger Tronador II[5].
- Par ailleurs la CONAE collabore avec d'autres agences spatiales : 
  - l'Italie dans le cadre de son programme COSMO-SkyMed
  - l'Agence spatiale européenne qui a construit une antenne parabolique de grand diamètre (35 m) à Malargüe dans la région de Mendoza rattachée à son réseau ESTRACK et destinée à assurer les liaisons avec ses sondes spatiales dans l'espace lointain.